# Luusuansaari (ö i Rovaniemi, lat 66,09, long 26,32)
Luusuansaari är en ö i Finland.   Den ligger i den ekonomiska regionen  Rovaniemi ekonomiska region  och landskapet Lappland, i den norra delen av landet, 700 km norr om huvudstaden Helsingfors. Luusuansaari ligger i sjön Portimojärvi.